# RTV21
RTV21 es un canal de televisión privado de Kosovo, perteneciente a Company 21 SH.P.K. Se trata de un canal generalista que emite informativos, programas de entretenimiento y series. También cuenta con una emisora de radio, Radio 21.

## Historia
Radio 21 inició emisiones el 11 de mayo de 1998 de la mano de Afërdita Saraçini y Florin Kelmendi, ofreciendo un programa informativo de treinta minutos sobre los acontecimientos en Kosovo durante la guerra.
Radio 21 emitió desde Skopie durante el bombardeo de la OTAN sobre Yugoslavia, después de que su personal fuera expulsado de Kosovo.
Tras la guerra, comenzó el resurgimiento de la emisora, y, con la ayuda de donaciones del extranjero, además de la radio, se lanzó el canal de televisión RTV21 que inició emisiones el 22 de septiembre de 2000, siendo el tercer canal de televisión kosovar, tras RTK 1 y Kohavision.
En sus inicios, el canal emitía dos horas diarias, que se ampliaron a dieciocho horas en 2001. Desde 2002, el canal emite las 24 horas.
En septiembre de 2007, el canal lanzó varios canales de cable: el canal de música pop 21 Plus, el canal de música folclórica 21 Popullore, el canal infantil 21 Junior, el canal cultural 21 Mix y el canal de negocios 21 Business.
En enero de 2012, RTV21 se convirtió en el primer canal kosovar en emitir en televisión digital terrestre. Desde 2013, el canal emite en 16:9 y en HD, convirtiéndose en el primer canal de Kosovo en emitir en alta definición.
Desde el 21 de septiembre de 2015, el canal cuenta con una filial en Macedonia del Norte llamada TV 21.